# TV Plenitude
TV Plenitude (também chamada de Rede Plenitude TV) é um canal de TV brasileiro religioso fundado em março de 2015 com sede em São Paulo, utilizando concessão em Uberlândia, Minas Gerais. A emissora pertence a Igreja Apostólica Plenitude do Trono de Deus.

## História
Atualmente, a TV Plenitude é transmitida por meio da internet, TV aberta, TV por assinatura.
Entre 1 de agosto e 20 de dezembro de 2017, a TV Plenitude transmitia sua programação no sistema analógico através do satélite Star One C2 na frequência 1380 MHz, vertical 18 MHz. Frequência esta que pertence a RedeTV!, um segundo espaço que esta emissora mantém a par de sua frequência principal. Esta frequência foi criada em 1 de dezembro de 2013, com a divisão do sinal da emissora, para transmitir a programação da Igreja Mundial do Poder de Deus, de Valdemiro Santiago. Com a divisão, a RedeTV! que até então ocupava um transponder (transmissor) inteiro no satélite, que permitia que a emissora tivesse a melhor qualidade de imagem entre os canais analógicos, passou a contar só com meio transponder e tendo a qualidade de sua imagem reduzida. Em 25 de julho de 2014 a Igreja Mundial devolve este espaço para a Rede TV!, que passa a transmitir sua programação um pouco modificada neste sinal. No dia 1 de janeiro de 2015 esta frequência foi alugada para a Rede Evangelizar, que permaneceu ocupando o espaço até a entrada da TV Ultrafarma, em 1 de março de 2015. Após mais de dois anos transmitindo sua programação nesta frequência, o sinal da TV Ultrafarma é retirado e, no seu lugar, a partir de 1 de julho de 2017, passa a ser exibido, novamente, uma programação alternativa da RedeTV!, que permaneceu ocupando o espaço até a entrada da  TV Plenitude. Porém, em 20 de dezembro de 2017, a RedeTV! retornou com sua programação alternativa nessa frequência, e no dia 2 de janeiro de 2018, a TV Plenitude passou a transmitir sua programação na frequência 1040 MHz, horizontal 18 MHz, antiga frequência da TV Gazeta. Entretanto, o canal parou de transmitir nesta frequência em 17 de abril do mesmo ano.
Em 2022, alugou 08 horas de programação nas madrugadas da TV Walter Abrahão nas principais operadoras, e mantendo seu espaço na RBI TV das 10h as 13h.
Em 22 de junho de 2024, a emissora arrendou toda a programação do canal ZTV, localizado em Barueri, São Paulo, e passou a transmitir os cultos da Igreja Plenitude em TV aberta para São Paulo e região.